# トリプルAウエスト
トリプルAウエスト（英語: Triple-A West）はアメリカ合衆国に2021年のみ存在したマイナーリーグ（MiLB）のプロ野球リーグ。格付けはメジャーリーグ（MLB）の1つ下となる、マイナーリーグとしては最上級となるAAA級。

## 歴史
2021年のシーズン開幕前に行われたマイナーリーグの再編に伴い、パシフィックコーストリーグを縮小する形で10球団で誕生した。
2022年よりリーグ名が元のパシフィックコーストリーグに戻された。

## 所属チーム
2021年
| 地区   | チーム                                                        | MLB提携チーム                  | 創設年 | 加入年 | 本拠地                                                                          |
| ------ | ------------------------------------------------------------- | ------------------------------ | ------ | ------ | ------------------------------------------------------------------------------- |
| 東地区 | アルバカーキ・アイソトープス Albuquerque Isotopes             | コロラド・ロッキーズ           | 2003年 | 2021年 | ニューメキシコ州ベルナリオ郡アルバカーキ アイソトープス・パーク                 |
| 東地区 | エルパソ・チワワズ El Paso Chihuahuas                         | サンディエゴ・パドレス         | 2014年 | 2021年 | テキサス州エルパソ郡エルパソ サウスウェスト・ユニバーシティ・パーク             |
| 東地区 | オクラホマシティ・ドジャース Oklahoma City Dodgers            | ロサンゼルス・ドジャース       | 1962年 | 2021年 | オクラホマ州オクラホマ郡オクラホマシティ チカソー・ブリックタウン・ボールパーク |
| 東地区 | ラウンドロック・エクスプレス Round Rock Express               | テキサス・レンジャーズ         | 2000年 | 2021年 | テキサス州トラビス郡ラウンドロック デル・ダイアモンド                           |
| 東地区 | シュガーランド・スペースカウボーイズ Sugar Land Space Cowboys | ヒューストン・アストロズ       | 2012年 | 2021年 | テキサス州フォートベンド郡シュガーランド コンステレーション・フィールド         |
| 西地区 | ラスベガス・アビエイターズ Las Vegas Aviators                 | オークランド・アスレチックス   | 1983年 | 2021年 | ネバダ州クラーク郡サマーリン ラスベガス・ボールパーク                           |
| 西地区 | リノ・エーシズ Reno Aces                                      | アリゾナ・ダイヤモンドバックス | 2009年 | 2021年 | ネバダ州ワショー郡リノ グレーター・ネバダ・フィールド                           |
| 西地区 | サクラメント・リバーキャッツ Sacramento River Cats            | サンフランシスコ・ジャイアンツ | 2000年 | 2021年 | カリフォルニア州ヨロ郡ウエスト・サクラメント サター・ヘルス・パーク             |
| 西地区 | ソルトレイク・ビーズ Salt Lake Bees                           | ロサンゼルス・エンゼルス       | 1994年 | 2021年 | ユタ州ソルトレイク郡ソルトレイクシティ スミスズ・ボールパーク                   |
| 西地区 | タコマ・レイニアーズ Tacoma Rainiers                          | シアトル・マリナーズ           | 1960年 | 2021年 | ワシントン州ピアース郡タコマ チェニー・スタジアム                               |